# Salesel (Schiff, 1894)
Der Raddampfer Salesel wurde 1894 in der Schiffswerft Blasewitz gebaut. Das Schiff wurde unter dem Namen Prinz Georg mit der Baunummer 34 auf Kiel gelegt. Im Jahr 1903 erfolgte die Umbenennung in König Georg, 1919 in Salesel, 1946 in Poděbrady und 1949 in DSO Dynamo.

## Die Zeit bis 1945

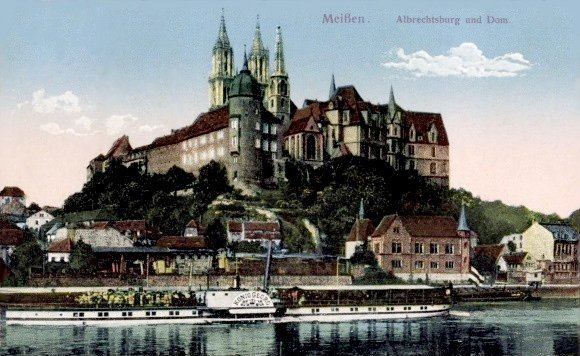
Raddampfer König Georg

Nach der Indienststellung als Glattdeckdampfer Pfingsten 1894 fuhr das Schiff bis 1923 für die Sächsisch-Böhmische Dampfschiffahrts-Gesellschaft (SBDG). Nach der Einstellung des Geschäftsbetriebes im Jahr 1923 fuhr das Schiff für die 1923 neu gegründete Sächsisch-Böhmische-Dampfschiffahrt, Aktiengesellschaft (SBDA). 
Der ab 1926 übliche weiße Anstrich der Schiffe brachte ihr den Namen Weiße Flotte ein. Prinz Georg, Namensgeber des Schiffes, war ab 1902 König von Sachsen. Im Gegensatz zu den drei vorher gebauten Schiffen Tetschen, Leitmeritz und Austria erhielt es keine elektrische Beleuchtung. Aufgrund der 2 Tonnen schweren Lichtmaschine wäre der Tiefgang für den geplanten Einsatz zu groß gewesen. Eingesetzt wurde es gemeinsam mit der Wettin auf der Strecke Hamburg – Prag.

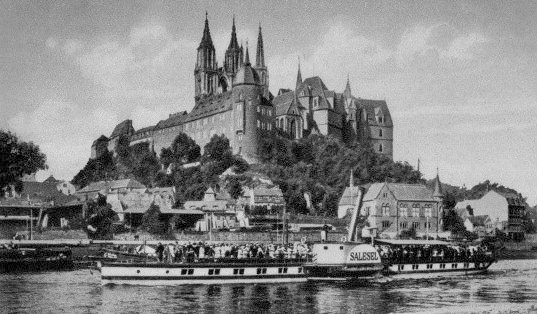
Raddampfer Salesel

Nach der am 19. Juni 1902 erfolgten Krönung Prinz Georgs zum König von Sachsen wurde das Schiff 1904 in König Georg umbenannt. Am 17. Oktober 1904 wurde die Leiche des am 15. Oktober 1904 in Pillnitz verstorbenen König Georg mit dem Schiff nach Dresden gebracht.

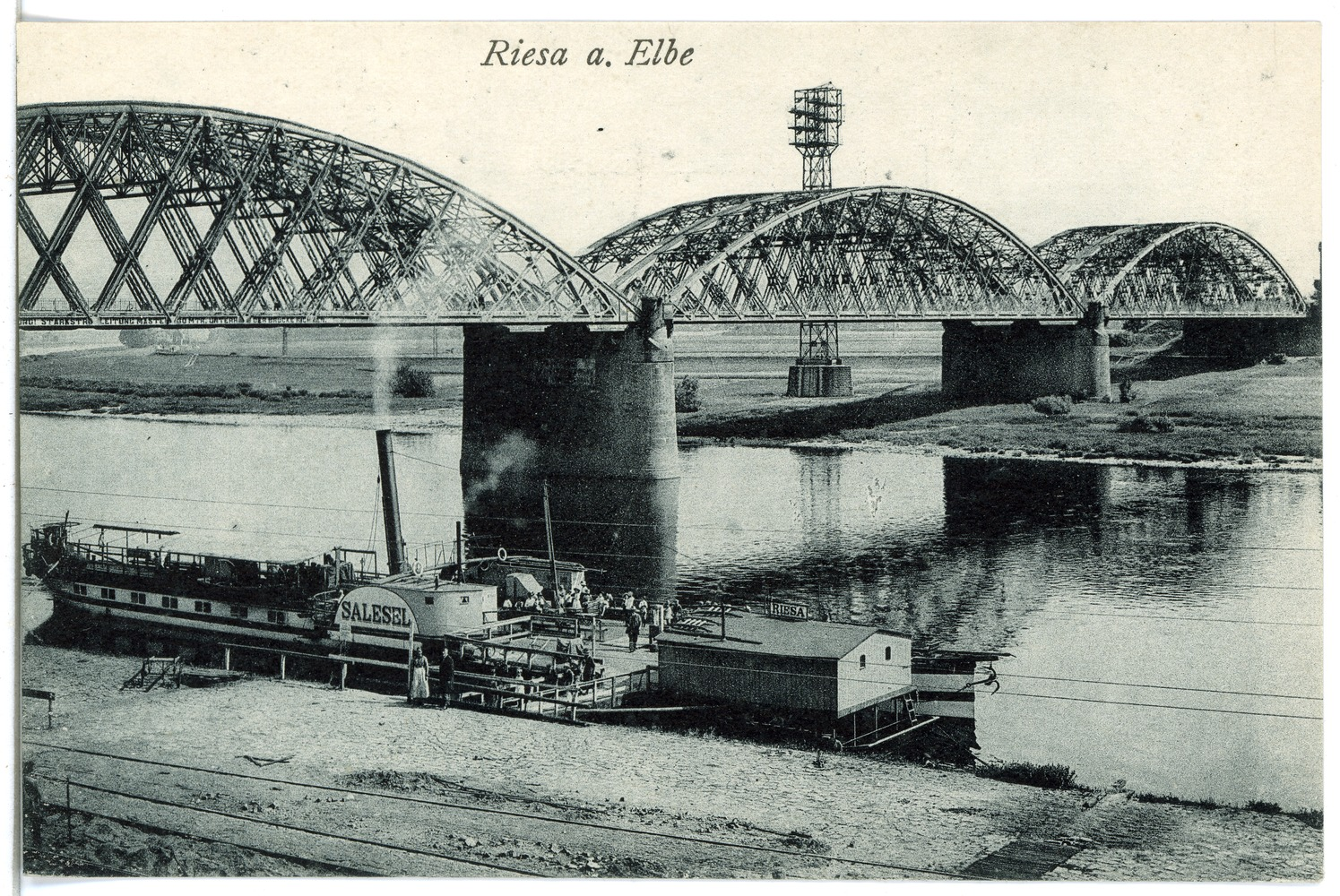
Raddampfer Salesel in Riesa (1920)

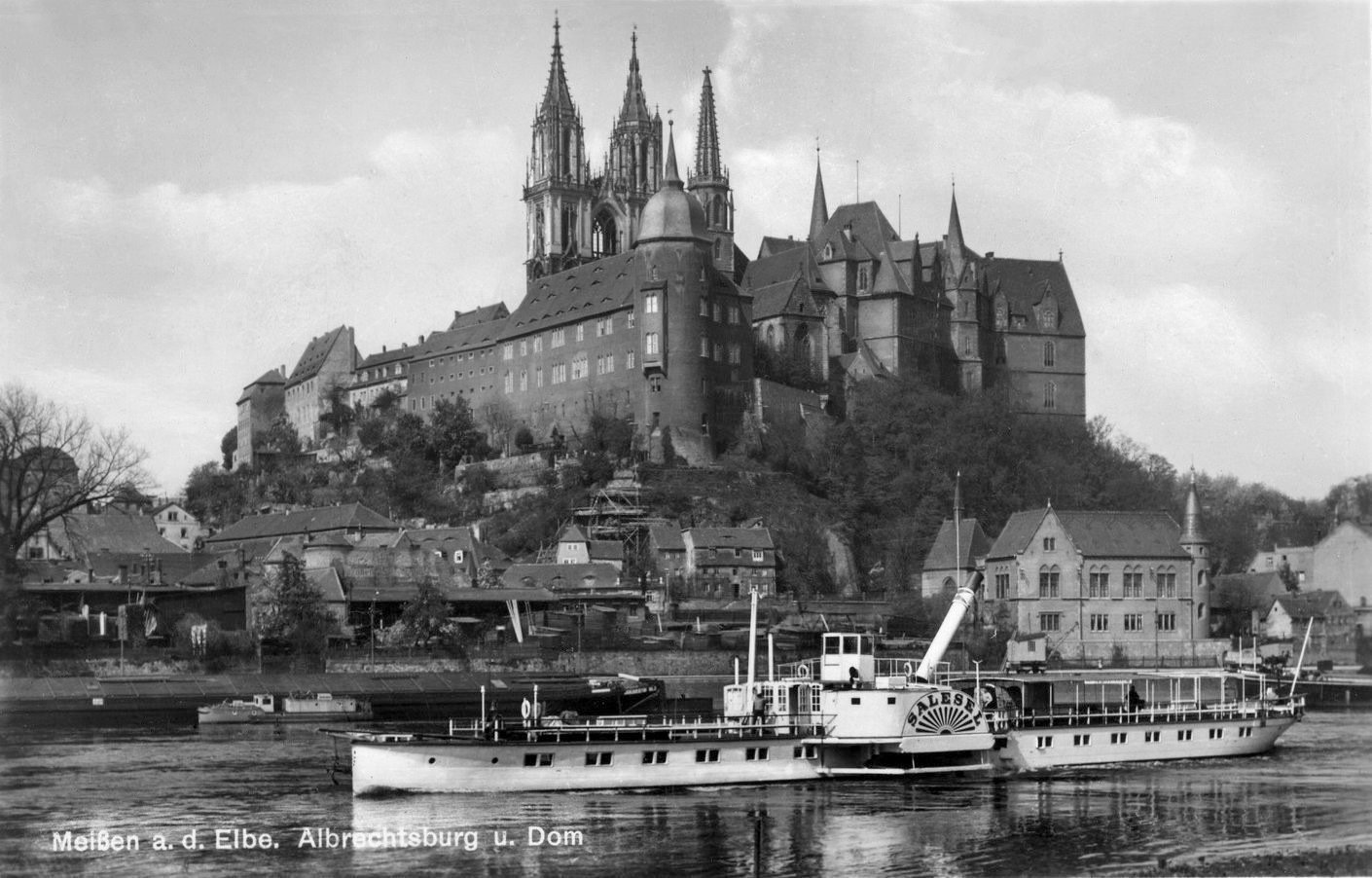
Raddampfer Salesel in Meißen (1928)

Am 25. Mai 1919 wurde es wie alle Schiffe, die Namen eines Monarchen oder einer Monarchie trugen, umbenannt und erhielt den Namen Salesel, benannt nach dem Ort Salesel.
Im Winter 1926/27 erfolgten der Einbau eine Handsteuerwinde auf der Kommandobrücke und die Ausrüstung mit einer elektrischen Beleuchtung. Im Winter 1927/28 wurde dann eine Dampfsteuermaschine eingebaut und die Radkästen ausgebaut, um Platz für Toiletten zu schaffen. Im Winter 1928/29 erhielt das Schiff auch den weißen Anstrich.
Im Sommer 1943 erhielt die Salesel wie alle Dampfer einen Tarnanstrich. Am Ende des Zweiten Weltkrieges lag das Schiff im Hafen von Prossen.

## Die Zeit nach 1945
Am 26. August 1945 wurde die Salesel durch die Tschechoslowakische Republik beschlagnahmt und nach Děčín geschleppt. Hier wurde sie in den Bestand der Tschechoslowakische Schiffahrts-Aktiengesellschaft Elbe (Československou plavební akciovou společností labskou/ČPSL) eingegliedert. Die Beschlagnahme des Schiffes muss im Zusammenhang mit der Beteiligung der böhmischen Georg Schicht AG als einer der Hauptaktionäre an der SBDA gesehen werden. 
Das Schiff wurde 1946 nach der Stadt Poděbrady (Podiebrad) umbenannt. Im Zuge einer Generalüberholung wurde die Dampfmaschine in eine Verbundmaschine umgebaut und ein neuer Kessel eingebaut. Danach wurde es auf der Strecke Hřensko (Herrnskretschen) – Roudnice nad Labem (Raudnitz) eingesetzt. Die Linie wurde aber mangels Nachfrage auf die Strecke Herrnskretschen – Děčín eingekürzt. 
Am 1. Januar 1949 wurde die ČPSL in Tschechoslowakische Elbe-Schifffahrt (Československá plavba Labská/ČSPL) und am 1. Juli 1952 in Tschechoslowakische Elbe-Oder-Schifffahrt (Československá plavba labsko-oderská/ČSPLO) umbenannt. 1949 erhielt das Schiff den Namen der Sportvereinigung Dobrovolná sportovní organizace DSO Dynamo. 
1956 wurde es stillgelegt und diente im Hafen von Smíchov als schwimmendes Sportlerheim. 1959 wurde es zur Ostspitze der Prager Hetzinsel (Ostrov Štvanice) gebracht und hier abgewrackt.

## Die Dampfmaschine
Die Dampfmaschine stammt aus der Bastei. Es war eine oszillierende Niederdruck-Zweizylinder-Zwillings-Dampfmaschine mit Einspritzkondensation mit einer Leistung von 115 PS. Gebaut wurde sie von der englischen Maschinenbauanstalt John Penn and Sons. Der Zwei-Flammrohr-Kofferkessel wurde von der Schiffswerft Übigau der Deutschen Elbschiffahrts-Gesellschaft, Kette, geliefert. Nach 1945 wurde die Zwillingsmaschine in eine Hochdruck-Zweizylinder-Verbund-Dampfmaschine mit Einspritzkondensation umgebaut. Das Schiff erhielt auch einen neuen Zylinderkessel mit 15 bar Dampfdruck.

## Kapitäne des Schiffes
- Julius Hermann Steglich 1895–1896
- Carl Eduard Richter 1897–1901
- Carl August Kunze 1902–1918
- Friedrich August Winkler 1919–1920